# Единый диспетчерский центр метрополитена
Еди́ный диспе́тчерский центр метрополите́на (ЕДЦМ) — строящееся здание в Санкт-Петербурге на месте реконструируемого вестибюля станции «Фрунзенская». Реконструкция проводится с 1 июня 2024 года по 1 июня 2027 года (основной этап). Из центра будут осуществляться организация и контроль движения поездов по линиям Петербургского метрополитена.
Одновременно с реконструкцией самого вестибюля будет проведена реконструкция наклонного хода, включающая замену эскалаторов.
По сообщениям ряда СМИ, предполагался полный демонтаж вестибюля с отдельным строительством нового здания, однако, согласно проекту, конструкции вестибюля включены в новое здание.
До открытия ЕДЦМ управление движением поездов осуществляется из здания Управления метрополитена, расположенного на Московском проспекте, в здании со входом на станцию «Технологический институт».
Аналогичный единый диспетчерский центр имеется в Московском метрополитене, располагающийся в здании бывшего кинотеатра «Ереван». Управляет движением поездов не только метрополитена, но и поездами МЦК.

## История
Первоначально проект Единого диспетчерского центра задумывался ещё в 2015 году и в другом дизайне, но реализован не был. К проекту вернулись после предложения президента России Владимира Путина о выдаче инфраструктурных кредитов, на который Смольный подал заявку.

## Критика
Итоговый вариант дизайн-проекта здания, по мнению архитектурного критика Марии Элькиной, являет собой пародию на архитектуру итальянского Новеченто.